# Емпіричні дослідження
Емпіричні дослідження — спостереження і дослідження конкретних явищ, експеримент, а також узагальнення, класифікація та опис результатів дослідження і експерименту, впровадження їх у практичну діяльність людей.
Емпіричні дослідження використовуються для відповіді на емпіричні питання, які повинні бути точно визначені згідно з даними. Як правило, дослідник має певні теорії на тему, з якої ведеться дослідження. На основі цієї теорії пропонуються певні припущення або гіпотези. З цих гіпотез робляться прогнозування конкретних подій. Ці прогнозування можуть бути перевірені відповідними експериментами. Залежно від результатів експерименту, теорії, на яких гіпотези та прогнози були засновані, будуть підтверджуватися чи спростовуватися.

## Наукові дослідження
Точний аналіз даних з використанням стандартних статистичних методів у наукових дослідженнях має вирішальне значення для визначення обґрунтованості емпіричних досліджень. Статистичні формули, такі як регресія, коефіцієнт невизначеності, T-критерій, хі-квадрат, і різні види дисперсійного аналізу мають основне значення для формування логічних, обґрунтованих висновків. Якщо емпіричні дані досягають значимості у відповідних статистичних формулах, гіпотеза підтверджується. Якщо ні, то підтверджується нульова гіпотеза (або, вірніше спростовується альтернативна гіпотеза).
В ідеалі, емпіричні дослідження дають емпіричні дані, які потім можуть бути проаналізовані на статистичну значущість.

## Емпіричний цикл

Емпіричний цикл

- Спостереження (англ. Observation): збір та групування емпіричних фактів, формування гіпотези.
- Індукція (англ. Induction): розробка гіпотез.
- Дедукція (англ. Deduction): дедукція (виведення) послідовності гіпотез, які перевіряються прогнозуванням.
- Перевірка (англ. Testing): перевірка гіпотези з нового емпіричного матеріалу.
- Оцінка (англ. Evaluation): оцінка результатів перевірки.